# 28. ceremonia wręczenia Cezarów
28. ceremonia wręczenia francuskich nagród filmowych Cezarów za rok 2002 odbyła się 22 lutego 2003 w Théâtre du Châtelet w Paryżu.
Galę wręczenia nagród prowadziła Géraldine Pailhas.

## Laureaci i nominowani
| Najlepszy film - Pianista - 8 kobiet - Amen. - Smak życia - Być i mieć | Najlepszy reżyser - Roman Polański – Pianista - François Ozon – 8 kobiet - Costa-Gavras – Amen. - Cédric Klapisch – Smak życia - Nicolas Philibert – Być i mieć                                                   |                                                                                         |
| Najlepszy aktor - Adrien Brody – Pianista - Daniel Auteuil – Przeciwnik - François Berléand – Mój idol - Bernard Campan – Wspominać rzeczy piękne - Mathieu Kassovitz – Amen.                                                                              | Najlepsza aktorka - Isabelle Carré – Wspominać rzeczy piękne - Fanny Ardant – 8 kobiet - Ariane Ascaride – Marie-Jo i jej dwie miłości - Juliette Binoche – Mężczyzna moich marzeń - Isabelle Huppert – 8 kobiet  |                                                                                         |
| Najlepszy aktor drugoplanowy - Bernard Le Coq – Wspominać rzeczy piękne - François Cluzet – Przeciwnik - Gérard Darmon – Asterix i Obelix: Misja Kleopatra - Jamel Debbouze – Asterix i Obelix: Misja Kleopatra - Denis Podalydès – Letni zawrót głowy     | Najlepsza aktorka drugoplanowa - Karin Viard – Letni zawrót głowy - Dominique Blanc – Ładne kwiatki! - Danielle Darrieux – 8 kobiet - Emmanuelle Devos – Przeciwnik - Judith Godrèche – Smak życia                |                                                                                         |
| Najbardziej obiecujący aktor - Jean-Paul Rouve – Pan Batignole - Lorànt Deutsch – 3 zero - Morgan Marinne – Syn - Gaspard Ulliel – Letni zawrót głowy - Malik Zidi – Chwila szczęścia                                                                      | Najbardziej obiecująca aktorka - Cécile de France – Smak życia - Émilie Dequenne – Gosposia - Mélanie Doutey – Brat wojownika - Marina Foïs – Dziewczyny z przetłuszczonymi włosami - Ludivine Sagnier – 8 kobiet |                                                                                         |
| Najlepszy scenariusz - Amen. – Costa-Gavras i Jean-Claude Grumberg - 8 kobiet – François Ozon i Marina de Van - Smak życia – Cédric Klapisch - Letni zawrót głowy – Michel Blanc - Pianista – Ronald Harwood                                               | Najlepszy film z Unii Europejskiej - Porozmawiaj z nią - 11.09.01 - Gosford Park - Człowiek bez przeszłości - Słodka szesnastka                                                                                   |                                                                                         |
| Najlepszy film debiutancki - Wspominać rzeczy piękne - Rzeźnie - Dziewczyny z przetłuszczonymi włosami - Irène - Mój idol | Najlepsze zdjęcia - Paweł Edelman – Pianista - Jeanne Lapoirie – 8 kobiet - Patrick Blossier – Amen. |                                                                                         |
| Najlepszy montaż - Nicolas Philibert – Być i mieć - Francine Sandberg – Smak życia - Hervé de Luze – Pianista | Najlepszy dźwięk - Gérard Hardy, Jean-Marie Blondel i Dean Humphreys – Pianista - Pierre Gamet, Jean-Pierre Laforce i Benoît Hillebrant – 8 kobiet - Dominique Gaborieau, Francis Wargnier i Pierre Gamet – Amen. |                                                                                         |
| Najlepsza muzyka - Wojciech Kilar – Pianista - Krishna Levy – 8 kobiet - Armand Amar – Amen. - Antoine Duhamel – Przepustka | Najlepsze kostiumy - Tanino Liberatore, Philippe Guillotel i Florence Sadaune – Asterix i Obelix: Misja Kleopatra - Pascaline Chavanne – 8 kobiet - Anna Biedrzycka-Sheppard – Pianista                           |                                                                                         |
| Najlepsza scenografia - Allan Starski – Pianista - Arnaud de Moleron – 8 kobiet - Hoang Thanh At – Asterix i Obelix: Misja Kleopatra - Emile Ghigo – Przepustka                                                                                            | Najlepszy film krótkometrażowy - Peau de vache - Candidature - Ce vieux rêve qui bouge - Squash |                                                                                         |
| Najlepszy film zagraniczny - Zabawy z bronią, reż. Michael Moore - Chihwaseon, reż. Im Kwon-taek - Raport mniejszości, reż. Steven Spielberg - Ocean’s Eleven: Ryzykowna gra, reż. Steven Soderbergh - Spirited Away: W krainie bogów, reż. Hayao Miyazaki | Cezar Honorowy za całokształt twórczości - Bernadette Lafont - Spike Lee - Meryl Streep | Cezar Honorowy za całokształt twórczości - Bernadette Lafont - Spike Lee - Meryl Streep |